# Jaime Smith
James Elliott Smith, detto Jaime (Birmingham, 11 luglio 1989), è un ex cestista statunitense, professionista in Europa. È il fratello di Joe Troy, a sua volta cestista.

## Carriera
Dopo aver concluso la stagione 2016-17 con gli ucraini del Basketbol'nij klub Chimik Južnyj, con cui ha disputato anche un'ottima Basketball Champions League (competizione in cui,  con 17,6 punti, 2,7 rimbalzi e 4,6 assist di media a partita,  si piazza come secondo migliore realizzatore), il 10 giugno 2017 firma con la Pallacanestro Cantù. Al suo primo anno in Italia si caratterizza come una delle colonne dei brianzoli, siglando 22 punti durante la prima di campionato contro Sassari. Il 15 aprile 2018, nella partita casalinga persa contro Milano, mette a segno la sua migliore prestazione in Italia con 26 punti. Conclude la stagione regolare con 14,8 punti di media a partita in 29,9 minuti di utilizzo, con il 53% da due e il 41,3% da tre. Conquistati i play-off, la sua squadra esce al primo turno contro Milano con un secco 0-3 nella serie.
Il 7 giugno 2018 firma per la Dinamo Sassari per una stagione. Un'annata che si rivelerà positiva: con i sardi contribuì con 11.7 punti e 4 assist a vincere la FIBA Europe Cup, primo titolo da professionista, e ad arrivare alla finale Scudetto persa a gara 7 contro la Reyer Venezia.
A fine stagione non viene confermato e si trasferisce in Turchia al Bandırma B.İ.K., con il quale migliora ulteriormente le statistiche (14.7 punti e 4.8 assist di media). Tuttavia, a causa dei problemi finanziari della squadra turca, il 3 marzo 2020 torna nuovamente alla Dinamo Sassari.
Per la stagione 2020-21 ritorna a giocare a Cantù.

## Palmarès
- FIBA Europe Cup: 1

Dinamo Sassari: 2018-19